# Gran Premi d'Espanya de motociclisme de 1974
El Gran Premi d'Espanya de motociclisme de 1974 fou la dotzena i darrera cursa de la temporada 1974 de motociclisme. La cursa es disputà al Circuit de Montjuïc (Barcelona, Catalunya) el dia 22 de setembre de 1974.
L'esdeveniment veié dues victòries de pilots catalans: Víctor Palomo guanyà a la categoria dels 350cc i Benjamí Grau a la de 125cc. Es donava la circumstància que el dia abans, dissabte 21, tots dos pilots havien dominat la cursa de la Fórmula 750 amb sengles Ducati 750 SS, amb el resultat de victòria per a Palomo i segon lloc per a Grau.
D'altra banda, cal dir que a la cursa de 250cc, durant la volta 21, el francès Bernard Fau caigué a la recta de tribuna a causa d'un problema mecànic i un bomber que havia entrat a la pista per a retirar-ne les restes de l'accident fou envestit per Takazumi Katayama; traslladat d'urgència a l'hospital, hi va morir. La cursa va ser suspesa a la volta 27 de les 33 previstes.

## 350 cc
20 pilots a la sortida

### Arribats a la meta
| Pos. | Pilot               | Moto            | Temps         | Punts |
| ---- | ------------------- | --------------- | ------------- | ----- |
| 1    | Víctor Palomo       | Yamaha          | 1h 03' 17" 17 | 15    |
| 2    | Dieter Braun        | Yamaha          | +1" 04        | 12    |
| 3    | Olivier Chevallier  | Yamaha          | +27" 67       | 10    |
| 4    | Alex George         | Vesco Yamaha    | +27" 87       | 8     |
| 5    | Chas Mortimer       | Maxton - Yamaha | +53" 30       | 6     |
| 6    | Hans Mühlebach      | Yamaha          | +1' 05" 32    | 5     |
| 7    | Billie Henderson    | Yamaha          | +1 volta      | 4     |
| 8    | Ulrich Graf         | Yamaha          | +1 volta      | 3     |
| 9    | Nico van der Zanden | Yamaha          | +1 volta      | 2     |
| 10   | Kjell Solberg       | Yamaha          | +1 volta      | 1     |
| 11   | Harry Niemann       | Yamaha          | +1 volta      |       |

## 250 cc
27 pilots a la sortida

### Arribats a la meta
| Pos. | Pilot                  | Moto            | Temps      | Punts |
| ---- | ---------------------- | --------------- | ---------- | ----- |
| 1    | John Dodds             | Yamaha          | 48' 53" 42 | 15    |
| 2    | Pentti Korhonen        | Yamaha          | +8" 18     | 12    |
| 3    | Dieter Braun           | Yamaha          | +1 volta   | 10    |
| 4    | Bruno Kneubühler       | Yamaha          | +1 volta   | 8     |
| 5    | Víctor Palomo          | Yamaha          | +1 volta   | 6     |
| 6    | Rolf Minhoff           | Maico           | +1 volta   | 5     |
| 7    | Jean-Louis Guignabodet | Yamaha          | +1 volta   | 4     |
| 8    | Olivier Chevallier     | Yamaha          | +1 volta   | 3     |
| 9    | Alex George            | Vesco Yamaha    | +1 volta   | 2     |
| 10   | Hans Mühlebach         | Yamaha          | +1 volta   | 1     |
| 11   | Eero Hyvärinen         | Yamaha          | +1 volta   |       |
| 12   | Tom Herron             | Yamaha          | +2 voltes  |       |
| 13   | Leif Gustafsson        | Yamaha          | +2 voltes  |       |
| 14   | Kjell Solberg          | Yamaha          | +2 voltes  |       |
| 15   | Patrick Pons           | Yamaha          | +3 voltes  |       |
| 16   | Nery Benito Varona     | Harley-Davidson | +3 voltes  |       |
| 17   | Takazumi Katayama      | Yamaha          | +4 voltes  |       |
| 18   | Nico van der Zanden    | Yamaha          | +4 voltes  |       |
| 19   | Bernard Fau            | Harley-Davidson | +7 voltes  |       |

## 125 cc
22 pilots alla partenza, 10 al traguardo.

### Arribats a la meta
| Pos. | Pilot                  | Moto    | Temps      | Punts |
| ---- | ---------------------- | ------- | ---------- | ----- |
| 1    | Benjamí Grau           | Derbi   | 50' 24" 54 | 15    |
| 2    | Otello Buscherini      | Malanca | +10" 40    | 12    |
| 3    | Bruno Kneubühler       | Yamaha  | +10" 87    | 10    |
| 4    | Kent Andersson         | Yamaha  | +1' 00" 86 | 8     |
| 5    | Angel Nieto            | Derbi   | +1' 24" 03 | 6     |
| 6    | Matti Salonen          | Yamaha  | +1' 27" 19 | 5     |
| 7    | Jean-Louis Guignabodet | Yamaha  | +1' 43" 11 | 4     |
| 8    | Matti Kinnunen         | Maico   | +1 volta   | 3     |
| 9    | Peter Frohnmeyer       | Maico   | +1 volta   | 2     |
| 10   | Aldo Pero              | Carem   | +2 voltes  | 1     |

## 50 cc
22 pilots a la sortida

### Arribats a la meta
| Pos. | Pilot                     | Moto           | Temps      | Punts |
| ---- | ------------------------- | -------------- | ---------- | ----- |
| 1    | Henk van Kessel           | Kreidler       | 32' 42" 42 | 15    |
| 2    | Herbert Rittberger        | Kreidler       | +3" 38     | 12    |
| 3    | Juliaan Vanzeebroeck      | Kreidler       | +11" 63    | 10    |
| 4    | Gerhard Thurow            | Kreidler       | +19" 68    | 8     |
| 5    | Ulrich Graf               | Kreidler       | +1' 09" 03 | 6     |
| 6    | Stefan Dörflinger         | Kreidler       | +1' 29" 10 | 5     |
| 7    | Rudolf Kunz               | Kreidler       | +1' 33" 60 | 4     |
| 8    | Theo Timmer               | Jamathi        | +2' 12" 09 | 3     |
| 9    | Luis Armando López Mateos | Derbi          |            | 2     |
| 10   | Norbert Peschke           | Kreidler       | +1 volta   | 1     |
| 11   | Joaquim Galí              | Derbi          | +1 volta   |       |
| 12   | Pentti Salonen            | Tunturi - Puch | +1 volta   |       |
| 13   | Leif Rosell               | Jamathi        | +1 volta   |       |
| 14   | Hans-Jürgen Hummel        | Kreidler       | +2 voltes  |       |
| 15   | Xavier Mira               | Derbi          | +4 voltes  |       |